# پادشاه هونگانگ
پادشاه هونگانگ (۸۷۵ میلادی تا ۸۸۶ میلادی)(هانگول : 헌강왕) (هانجا : 憲康王) چهل و نهمین پادشاه شیلا بود..